# هوگونگ
هوگونگ (انگلیسی: Hogong؛ وزیر در دودمان شیلا در عصر پیدایش کشور بود. در تواریخ آماده است که وی اصلیتی از مردمان ژاپن داشته‌است، ولی نام خانوادگی یا اسم خاندان او برای تدوین کننده یادداشت‌های تاریخی سه پادشاهی (سامگوک ساگی) نامعلوم است.
وی هوگونگ (به معنی «دوک بطری کدویی») نامیده می‌شد زیرا زمانیکه برای اولین بار به این سوی دریا آمد، یک یا چند بطری کدویی بر کمرش بسته بود. هوگونگ شخصیتی مهم در اوایل شیلای متحد به‌شمار می‌رفت زیرا نام وی در داستان‌های نیاکان تمامی خانواده‌های سلطنتی به چشم می‌خورد.
در سال ۲۰ قبل از میلاد، هیوک گئسو از شیلا او را به اتحادیه ماهان فرستاد. پادشاه ماهان بخاطر این حقیقت که شیلا خراج نفرستاده بود، هوگونگ را مورد سرزنش قرار داد. اما هوگونگ با شکیبایی از بی‌نزاکتی پادشاه انتقاد کرد. پادشاه در مورد هوگونگ عصبانی شد و تلاش کرد تا وی را به قتل برساند اما زیر دستان اطرافش مانع از این کار شدند و او اجازه یافت تا به وطن برگردد.
هوگونگ در سال ۵۸ بعد از میلاد پست رده اول وزارت را بر عهده گرفت.
هوگونگ در سال ۶۵ بعد از میلاد کیم آلجی را که بعدها به نیای بزرگ خاندان سلطنتی کیم از شیلا تبدیل شد، در جنگل گه ریم پیدا کرد.